# Soviel Lieder, soviel Worte
Soviel Lieder, soviel Worte (russischer Titel: Улыбнись, ровесник!, Ulybnis, rowesnik!) ist ein ostdeutsch-sowjetischer Musikfilm von Julius Kun aus dem Jahr 1976.

## Handlung

Die X. Weltfestspiele, der Mittelpunkt der Handlung

Mascha aus Moskau und Maria aus Kraków, die in Berlin arbeitet, telefonieren miteinander. Sie erinnern sich in ihrem Telefonat an ihre unglaublichen Erlebnisse bei den 10. Weltfestspielen in Berlin.
Mascha reiste damals mit ihrem Folkloreensemble von Moskau nach Berlin. Bereits in Moskau trifft sie auf den Reporter Alexej und sieht ihn schließlich auch in Berlin wieder. Während der Weltfestspiele wohnt sie zur Untermiete bei Arbeiter Hans.
Hans trifft während der Weltfestspiele wiederum auf eine Frau, die wie Mascha aussieht, sich ihm jedoch als Maria vorstellt. Maria kommt aus Kraków und arbeitet in Berlin in einem Funkwerk. Hans geht mit Maria tanzen, da er Mascha und Maria für den gleichen Namen hält und daher denkt, dass er mit seiner Untermieterin ausgeht. Als er sie mit nach Hause nehmen will, reagiert Maria ablehnend. Später sieht er, wie Mascha und Alexej sich küssen und reagiert verstimmt. Die Männer sprechen sich schließlich aus und beschließen Mascha bzw. Maria, die beide für die gleiche Frau halten, den Laufpass zu geben, weil sie mit beiden Männern nur gespielt hat. Die Frauen sind sich keiner Schuld bewusst. Während eines Auftritts Maschas sitzt auch Maria im Publikum und beide kommen nun zum ersten Mal zusammen. Sie führen ihre Freunde noch ein wenig vor der Nase herum, bevor sie das Geheimnis um ihr identisches Aussehen lüften und die Männer versöhnen.
Das Telefongespräch von Mascha und Maria endet. Sie versprechen, sich bei den nächsten Weltfestspielen in Havanna wiederzusehen. Eine Verwechslung der beiden können sie dann ausschließen, hat sich doch Maria inzwischen die Haare blond gefärbt.

## Produktion
Vorbereitung und Dreh von Soviel Lieder, soviel Worte fanden 1973 statt, da für den Film Originalaufnahmen der X. Weltfestspiele 1973 Verwendung finden sollten. Teilweise wurden Szenen während des Festivals improvisiert aufgenommen, andere Szenen, die während des Festivals spielen sollten, wurden im Nachhinein aufgenommen. Renate Holland-Moritz schrieb daher in einer Kritik ironisch: „Besonders ergreifend sind die Szenen, die im Atelier oder an Originalschauplätzen nachgedreht wurden. Da tummeln sich nämlich unsere genasführten Helden im menschenleeren Friedrichshain, betreten halbleere Tanzlokale und finden in jeder Bar Platz. Genau so hat man es aus den Tagen der Weltfestspiele ja auch in Erinnerung! Daß Berlin aus den Nähten platzte […] müssen wir wohl geträumt haben.“
Erst drei Jahre nach Drehbeginn wurde der Film fertiggestellt und erlebte am 29. Juli 1976 in der Schweriner „Schauburg“ seine Premiere.
Dean Reed tritt im Film mit dem Lied der Weltfestspiele Wir sagen ja auf. Als Kommentator des Pferderennens, an dem Mascha anstelle von Maria teilnimmt, ist Sportreporter Marian Homrighausen zu sehen.

## Kritik
Günter Sobe schrieb in der Berliner Zeitung: „Eigentlich fehlen mir die Worte, von den Liedern ganz zu schweigen, um diesen niederschmetternd langweiligen und verqueren Film zu besingen.“
Das Lexikon des internationalen Films nannte den Film „ein langweiliges und plumpes Spiel mit Verwechslungen“ und „formal und inhaltlich gleichermaßen niveaulos.“